# The River Tour
Die The River Tour war eine weltweite Konzerttournee des US-amerikanischen Singer-Songwriters Bruce Springsteen, gemeinsam mit seiner E Street Band. Sie dienste zur Unterstützung seines 1980 veröffentlichten Studio-Doppelalbums The River.

## Hintergrund
Die Tourproben hatten in Lititz in einer alten Scheune in der Nähe des Firmensitzes der Firma Clair Bros. stattgefunden, die die Tonanlage und die Bühnenbeleuchtung lieferte. Die The River Tour begann schließlich am 3. Oktober 1980 in Ann Arbor, nur wenige Tage vor Veröffentlichung des Albums The River. Sie endete schließlich mit zwei Abschlusskonzerten in Cincinnati. Bruce Springsteen gab insgesamt 139 Konzerte in Nordamerika und erstmals seit 1975 wieder in Europa, wo ihm Album und Konzerte langsam den Weg auch zum dortigen Durchbruch ebneten.
Die vorherige Darkness Tour im Jahr 1978, die für die Karriere des Singer-Songwriters sehr wichtig war und entscheidend dazu beitrug, seinen Ruf als einer der besten Rockmusiker jener Jahre zu stärken, war finanziell kein großer Erfolg. Die Einnahmen aus den Konzerten, die überwiegend in Konzertsälen und oft unter ungünstigen Marktbedingungen stattfanden, reichten kaum zur Deckung der Kosten und nur teilweise aus, um die Finanzen des Gefolges und der E Street Band nach Jahren der Schwierigkeiten, insbesondere aufgrund des langwierigen Rechtsstreits zwischen Springsteen und seinem langjährigen Manager Mike Appel, wiederherzustellen. Auf ausdrücklichen Wunsch von Jon Landau, der seit Sommer 1978 nicht nur Springsteens vertrauter Produzent, sondern auch sein Manager war, fand die neue Tournee hauptsächlich in großen Sportarenen in den Vereinigten Staaten statt, die normalerweise mehr als 15.000 Zuschauer fassen konnten. Die erste Phase war in einer langen Tournee durch die größten Städte des Landes angelegt, auch mit mehreren aufeinanderfolgenden Konzerten am gleichen Ort, so etwa in Los Angeles, Philadelphia und New York City. Nachdem die erste Etappe mit dem Silvesterkonzert in Uniondale beendet war, wurde die Tour im Januar 1981 mit einem Abstecher nach Kanada und einer Tournee durch den Mittleren Westen und den Süden der USA bis März fortgesetzt.
Im Frühjahr fand Springsteens erste richtige Europatournee seit seinem kurzen Besuch im Herbst 1975 statt. Springsteen spielte in vielen europäischen Hauptstädten und besuchte zehn Länder, darunter mehrere Termine in Skandinavien und im Vereinigten Königreich. Dabei trat er u. a. mit sechs aufeinanderfolgende Konzerten in der Londoner Wembley Arena auf.
Schließlich fand ab Juli 1981 der vierte und letzte Abschnitt, inoffiziell auch Homecoming Tour genannt, hauptsächlich in Städten statt, in denen Springsteen die größte Fangemeinde hatte und in denen die Nachfrage nach Tickets während der ersten Touretappe am höchsten gewesen war. Am 2. Juli 1981 diente das erste von sechs aufeinanderfolgenden ausverkauften Konzerten in East Rutherford in seinem Heimat-Bundesstaat New Jersey zur Einweihung der damals neuen Brendan Byrne Arena, der Sportarena, in der die Spiele der professionellen Basketball- und Hockeyteams des Staates ausgetragen werden sollten, die im Laufe der Jahre zu Springsteens „Heimat“ wurde und in der er während seiner langen Karriere über 50 Mal auftrat.

## Liveaufnahmen
Ausgewählte Aufnahmen befinden sich auf dem 1986 veröffentlichten Live-Boxset Live 1975–85.
Mehrere vollständige Konzertaufnahmen der Tour wurden im Laufe der Jahre als Teil der Bruce Springsteen Archives veröffentlicht:
- Nassau Coliseum, Long Island, 1980: veröffentlicht am 25. März 2015, neu abgemischt und erneut veröffentlicht am 5. Juli 2019.
- Wembley Arena, London, 5. Juni 1981: veröffentlicht am 3. August 2018.
- Nassau Coliseum, Long Island: 29. Dezember 1980: veröffentlicht am 5. Juli 2019.
- Brendan Byrne Arena, East Rutherford: 9. Juli 1981: veröffentlicht am 1. Mai 2020.
- Nassau Coliseum, 28. Dezember 1980: veröffentlicht am 3. Dezember 2021
- Wembley Arena, London, 4. Juni 1981: veröffentlicht am 3. Juni 2022

## Setlist
Die Kernlieder der typischen Konzert-Setlist waren das aktuelle Album The River sowie die Lieder der Vorgängeralbums Born to Run und Darkness on the Edge of Town, auch wenn einige Lieder seiner ersten Alben wesentliche Momente der Setlist bildeten (wie das abschließende Rosalita.) Springsteen spielte zudem viele Coverversionen von Künstlern, die er in seiner Jugend verehrt hatte (hauptsächlich Rock-’n’-Roll- und Folk-Songs). Nach Angaben der Fachwebsite setlist.fm war die folgende Setlist die am häufigsten gespielte Setlist während der The River Tour:

### Beispiel-Setlist
- Prove It All Night
- Tenth Avenue Freeze-Out
- Darkness on the Edge of Town
- Factory
- Out in the Streets
- Independence Day
- Two Hearts
- Who’ll Stop the Rain
- The Promised Land
- This Land Is Your Land
- Badlands
- The River
- Thunder Road
- The Ties That Bind
- Cadillac Ranch
- Racing in the Street
- Hungry Heart
- Sherry Darling
- Fire
- You Can Look (But You Better Not Touch)
- Wreck on the Highway
- Candy’s Room
- Point Blank
- Ramrod
- Rosalita (Come Out Tonight)
- Born to Run
- Jungleland
- I’m a Rocker
- Detroit Medley

## Tourdaten
| Nr.                                     | Datum               | Stadt               | Land                | Veranstaltungsort                      |
| Leg 1 – Nordamerika                     | Leg 1 – Nordamerika | Leg 1 – Nordamerika | Leg 1 – Nordamerika | Leg 1 – Nordamerika                    |
| --------------------------------------- | ------------------- | ------------------- | ------------------- | -------------------------------------- |
| 1                                       | 3. Oktober 1980     | Ann Arbor           | Vereinigte Staaten  | Crisler Arena                          |
| 2                                       | 4. Oktober 1980     | Cincinnati          | Vereinigte Staaten  | Riverfront Coliseum                    |
| 3                                       | 6. Oktober 1980     | Richfield           | Vereinigte Staaten  | Coliseum                               |
| 4                                       | 7. Oktober 1980     | Richfield           | Vereinigte Staaten  | Coliseum                               |
| 5                                       | 9. Oktober 1980     | Detroit             | Vereinigte Staaten  | Cobo Hall                              |
| 6                                       | 10. Oktober 1980    | Chicago             | Vereinigte Staaten  | Uptown Theatre                         |
| 7                                       | 11. Oktober 1980    | Chicago             | Vereinigte Staaten  | Uptown Theatre                         |
| 8                                       | 13. Oktober 1980    | St. Paul            | Vereinigte Staaten  | Civic Center                           |
| 9                                       | 14. Oktober 1980    | Milwaukee           | Vereinigte Staaten  | MECCA Arena                            |
| 10                                      | 17. Oktober 1980    | St. Louis           | Vereinigte Staaten  | Kiel Opera House                       |
| 11                                      | 18. Oktober 1980    | St. Louis           | Vereinigte Staaten  | Kiel Opera House                       |
| 12                                      | 20. Oktober 1980    | Denver              | Vereinigte Staaten  | McNichols Sports Arena                 |
| 13                                      | 24. Oktober 1980    | Seattle             | Vereinigte Staaten  | Center Coliseum                        |
| 14                                      | 25. Oktober 1980    | Portland            | Vereinigte Staaten  | Memorial Coliseum                      |
| 15                                      | 27. Oktober 1980    | Oakland             | Vereinigte Staaten  | Coliseum Arena                         |
| 16                                      | 28. Oktober 1980    | Oakland             | Vereinigte Staaten  | Coliseum Arena                         |
| 17                                      | 30. Oktober 1980    | Los Angeles         | Vereinigte Staaten  | Memorial Sports Arena                  |
| 18                                      | 31. Oktober 1980    | Los Angeles         | Vereinigte Staaten  | Memorial Sports Arena                  |
| 19                                      | 1. November 1980    | Los Angeles         | Vereinigte Staaten  | Memorial Sports Arena                  |
| 20                                      | 3. November 1980    | Los Angeles         | Vereinigte Staaten  | Memorial Sports Arena                  |
| 21                                      | 5. November 1980    | Tempe               | Vereinigte Staaten  | ASU Activity Center                    |
| 22                                      | 8. November 1980    | Dallas              | Vereinigte Staaten  | Reunion Arena                          |
| 23                                      | 9. November 1980    | Austin              | Vereinigte Staaten  | Frank Erwin Center                     |
| 24                                      | 11. November 1980   | Baton Rouge         | Vereinigte Staaten  | LSU Assembly Center                    |
| 25                                      | 14. November 1980   | Houston             | Vereinigte Staaten  | The Summit                             |
| 26                                      | 15. November 1980   | Houston             | Vereinigte Staaten  | The Summit                             |
| 27                                      | 20. November 1980   | Rosemont            | Vereinigte Staaten  | Rosemont Horizon                       |
| 28                                      | 23. November 1980   | Landover            | Vereinigte Staaten  | Capital Center                         |
| 29                                      | 24. November 1980   | Landover            | Vereinigte Staaten  | Capital Center                         |
| 30                                      | 27. November 1980   | New York City       | Vereinigte Staaten  | Madison Square Garden                  |
| 31                                      | 28. November 1980   | New York City       | Vereinigte Staaten  | Madison Square Garden                  |
| 32                                      | 30. November 1980   | Pittsburgh          | Vereinigte Staaten  | Civic Arena                            |
| 33                                      | 1. Dezember 1980    | Pittsburgh          | Vereinigte Staaten  | Civic Arena                            |
| 34                                      | 2. Dezember 1980    | Rochester           | Vereinigte Staaten  | Community War Memorial                 |
| 35                                      | 4. Dezember 1980    | Buffalo             | Vereinigte Staaten  | Memorial Auditorium                    |
| 36                                      | 6. Dezember 1980    | Philadelphia        | Vereinigte Staaten  | Spectrum                               |
| 37                                      | 8. Dezember 1980    | Philadelphia        | Vereinigte Staaten  | Spectrum                               |
| 38                                      | 9. Dezember 1980    | Philadelphia        | Vereinigte Staaten  | Spectrum                               |
| 39                                      | 11. Dezember 1980   | Providence          | Vereinigte Staaten  | Civic Center                           |
| 40                                      | 12. Dezember 1980   | Hartford            | Vereinigte Staaten  | Civic Center                           |
| 41                                      | 15. Dezember 1980   | Boston              | Vereinigte Staaten  | Boston Garden                          |
| 42                                      | 16. Dezember 1980   | Boston              | Vereinigte Staaten  | Boston Garden                          |
| 43                                      | 18. Dezember 1980   | New York City       | Vereinigte Staaten  | Madison Square Garden                  |
| 44                                      | 19. Dezember 1980   | New York City       | Vereinigte Staaten  | Madison Square Garden                  |
| 45                                      | 28. Dezember 1980   | Uniondale           | Vereinigte Staaten  | Nassau Veterans Memorial Coliseum      |
| 46                                      | 29. Dezember 1980   | Uniondale           | Vereinigte Staaten  | Nassau Veterans Memorial Coliseum      |
| 47                                      | 31. Dezember 1980   | Uniondale           | Vereinigte Staaten  | Nassau Veterans Memorial Coliseum      |
| Leg 2 – Nordamerika                     |                     |                     |                     |                                        |
| 48                                      | 20. Januar 1981     | Toronto             | Kanada              | Maple Leaf Gardens                     |
| 49                                      | 21. Januar 1981     | Toronto             | Kanada              | Maple Leaf Gardens                     |
| 50                                      | 23. Januar 1981     | Montréal            | Kanada              | Forum                                  |
| 51                                      | 24. Januar 1981     | Ottawa              | Kanada              | Civic Centre                           |
| 52                                      | 26. Januar 1981     | South Bend          | Vereinigte Staaten  | Athletic & Convocation Center          |
| 53                                      | 28. Januar 1981     | St. Louis           | Vereinigte Staaten  | Checkerdome                            |
| 54                                      | 29. Januar 1981     | Ames                | Vereinigte Staaten  | Hilton Coliseum                        |
| 55                                      | 1. Februar 1981     | St. Paul            | Vereinigte Staaten  | Civic Center                           |
| 56                                      | 2. Februar 1981     | Madison             | Vereinigte Staaten  | Dane County Veterans Memorial Coliseum |
| 57                                      | 4. Februar 1981     | Carbondale          | Vereinigte Staaten  | SIU Arena                              |
| 58                                      | 5. Februar 1981     | Kansas City         | Vereinigte Staaten  | Kemper Arena                           |
| 59                                      | 7. Februar 1981     | Champaign           | Vereinigte Staaten  | Assembly Hall                          |
| 60                                      | 12. Februar 1981    | Mobile              | Vereinigte Staaten  | Municipal Auditorium                   |
| 61                                      | 13. Februar 1981    | Starkville          | Vereinigte Staaten  | Humphrey Coliseum                      |
| 62                                      | 15. Februar 1981    | Lakeland            | Vereinigte Staaten  | Civic Center                           |
| 63                                      | 16. Februar 1981    | Lakeland            | Vereinigte Staaten  | Civic Center                           |
| 64                                      | 18. Februar 1981    | Jacksonville        | Vereinigte Staaten  | Veterans Memorial Coliseum             |
| 65                                      | 20. Februar 1981    | Hollywood           | Vereinigte Staaten  | Sportatorium                           |
| 66                                      | 22. Februar 1981    | Columbia            | Vereinigte Staaten  | Carolina Coliseum                      |
| 67                                      | 23. Februar 1981    | Atlanta             | Vereinigte Staaten  | The Omni                               |
| 68                                      | 25. Februar 1981    | Memphis             | Vereinigte Staaten  | Mid-South Coliseum                     |
| 69                                      | 26. Februar 1981    | Nashville           | Vereinigte Staaten  | Municipal Auditorium                   |
| 70                                      | 28. Februar 1981    | Greensboro          | Vereinigte Staaten  | Coliseum                               |
| 71                                      | 2. März 1981        | Hampton             | Vereinigte Staaten  | Coliseum                               |
| 72                                      | 4. März 1981        | Lexington           | Vereinigte Staaten  | Rupp Arena                             |
| 73                                      | 5. März 1981        | Indianapolis        | Vereinigte Staaten  | Market Square Arena                    |
| Leg 3 – Europa                          |                     |                     |                     |                                        |
| 74                                      | 7. April 1981       | Hamburg             | Deutschland         | CCH                                    |
| 75                                      | 9. April 1981       | Berlin              | Deutschland         | ICC                                    |
| 76                                      | 11. April 1981      | Zürich              | Schweiz             | Hallenstadion                          |
| 77                                      | 14. April 1981      | Frankfurt am Main   | Deutschland         | Festhalle                              |
| 78                                      | 16. April 1981      | München             | Deutschland         | Olympiahalle                           |
| 79                                      | 18. April 1981      | Paris               | Frankreich          | Palais des Sports                      |
| 80                                      | 19. April 1981      | Paris               | Frankreich          | Palais des Sports                      |
| 81                                      | 21. April 1981      | Barcelona           | Spanien             | Palau Municipal d’Esports              |
| 82                                      | 24. April 1981      | Lyon                | Frankreich          | Palais des Sports de Gerland           |
| 83                                      | 26. April 1981      | Brüssel             | Belgien             | Forest National                        |
| 84                                      | 28. April 1981      | Rotterdam           | Niederlande         | Sportpaleis Ahoy’                      |
| 85                                      | 29. April 1981      | Rotterdam           | Niederlande         | Sportpaleis Ahoy’                      |
| 86                                      | 1. Mai 1981         | Frederiksberg       | Danemark            | Forum København                        |
| 87                                      | 2. Mai 1981         | Brøndby             | Danemark            | Brøndby Hallen                         |
| 88                                      | 3. Mai 1981         | Göteborg            | Schweden            | Scandinavium                           |
| 89                                      | 5. Mai 1981         | Drammen             | Norwegen            | Drammenshallen                         |
| 90                                      | 7. Mai 1981         | Stockholm           | Schweden            | Johanneshovs Isstadion                 |
| 91                                      | 8. Mai 1981         | Stockholm           | Schweden            | Johanneshovs Isstadion                 |
| 92                                      | 11. Mai 1981        | Newcastle upon Tyne | England             | City Hall                              |
| 93                                      | 13. Mai 1981        | Manchester          | England             | Apollo Theatre                         |
| 94                                      | 14. Mai 1981        | Manchester          | England             | Apollo Theatre                         |
| 95                                      | 16. Mai 1981        | Edinburgh           | Schottland          | Playhouse Theatre                      |
| 96                                      | 17. Mai 1981        | Edinburgh           | Schottland          | Playhouse Theatre                      |
| 97                                      | 20. Mai 1981        | Stafford            | England             | New Bingley Hall                       |
| 98                                      | 26. Mai 1981        | Brighton            | England             | Brighton Centre                        |
| 99                                      | 27. Mai 1981        | Brighton            | England             | Brighton Centre                        |
| 100                                     | 29. Mai 1981        | London              | England             | Wembley Arena                          |
| 101                                     | 30. Mai 1981        | London              | England             | Wembley Arena                          |
| 102                                     | 1. Juni 1981        | London              | England             | Wembley Arena                          |
| 103                                     | 2. Juni 1981        | London              | England             | Wembley Arena                          |
| 104                                     | 4. Juni 1981        | London              | England             | Wembley Arena                          |
| 105                                     | 5. Juni 1981        | London              | England             | Wembley Arena                          |
| 106                                     | 7. Juni 1981        | Birmingham          | England             | National Exhibition Centre             |
| 107                                     | 8. Juni 1981        | Birmingham          | England             | National Exhibition Centre             |
| Leg 4 – Nordamerika („Homecoming Tour“) |                     |                     |                     |                                        |
| 108                                     | 2. Juli 1981        | East Rutherford     | Vereinigte Staaten  | Brendan Byrne Arena                    |
| 109                                     | 3. Juli 1981        | East Rutherford     | Vereinigte Staaten  | Brendan Byrne Arena                    |
| 110                                     | 5. Juli 1981        | East Rutherford     | Vereinigte Staaten  | Brendan Byrne Arena                    |
| 111                                     | 6. Juli 1981        | East Rutherford     | Vereinigte Staaten  | Brendan Byrne Arena                    |
| 112                                     | 8. Juli 1981        | East Rutherford     | Vereinigte Staaten  | Brendan Byrne Arena                    |
| 113                                     | 9. Juli 1981        | East Rutherford     | Vereinigte Staaten  | Brendan Byrne Arena                    |
| 114                                     | 13. Juli 1981       | Philadelphia        | Vereinigte Staaten  | Spectrum                               |
| 115                                     | 15. Juli 1981       | Philadelphia        | Vereinigte Staaten  | Spectrum                               |
| 116                                     | 16. Juli 1981       | Philadelphia        | Vereinigte Staaten  | Spectrum                               |
| 117                                     | 18. Juli 1981       | Philadelphia        | Vereinigte Staaten  | Spectrum                               |
| 118                                     | 19. Juli 1981       | Philadelphia        | Vereinigte Staaten  | Spectrum                               |
| 119                                     | 29. Juli 1981       | Richfield           | Vereinigte Staaten  | Coliseum                               |
| 120                                     | 30. Juli 1981       | Richfield           | Vereinigte Staaten  | Coliseum                               |
| 121                                     | 4. August 1981      | Landover            | Vereinigte Staaten  | Capital Center                         |
| 122                                     | 5. August 1981      | Landover            | Vereinigte Staaten  | Capital Center                         |
| 123                                     | 7. August 1981      | Landover            | Vereinigte Staaten  | Capital Center                         |
| 124                                     | 11. August 1981     | Detroit             | Vereinigte Staaten  | Joe Louis Arena                        |
| 125                                     | 12. August 1981     | Detroit             | Vereinigte Staaten  | Joe Louis Arena                        |
| 126                                     | 16. August 1981     | Morrison            | Vereinigte Staaten  | Red Rocks Amphitheatre                 |
| 127                                     | 17. August 1981     | Morrison            | Vereinigte Staaten  | Red Rocks Amphitheatre                 |
| 128                                     | 20. August 1981     | Los Angeles         | Vereinigte Staaten  | Memorial Sports Arena                  |
| 129                                     | 21. August 1981     | Los Angeles         | Vereinigte Staaten  | Memorial Sports Arena                  |
| 130                                     | 23. August 1981     | Los Angeles         | Vereinigte Staaten  | Memorial Sports Arena                  |
| 131                                     | 24. August 1981     | Los Angeles         | Vereinigte Staaten  | Memorial Sports Arena                  |
| 132                                     | 27. August 1981     | Los Angeles         | Vereinigte Staaten  | Memorial Sports Arena                  |
| 133                                     | 28. August 1981     | Los Angeles         | Vereinigte Staaten  | Memorial Sports Arena                  |
| 134                                     | 2. September 1981   | San Diego           | Vereinigte Staaten  | Sports Arena                           |
| 135                                     | 8. September 1981   | Rosemont            | Vereinigte Staaten  | Rosemont Horizon                       |
| 136                                     | 10. September 1981  | Rosemont            | Vereinigte Staaten  | Rosemont Horizon                       |
| 137                                     | 11. September 1981  | Rosemont            | Vereinigte Staaten  | Rosemont Horizon                       |
| 138                                     | 13. September 1981  | Cincinnati          | Vereinigte Staaten  | Riverfront Coliseum                    |
| 139                                     | 14. September 1981  | Cincinnati          | Vereinigte Staaten  | Riverfront Coliseum                    |

## Band
- Bruce Springsteen: Gesang, Gitarre, Mundharmonika
- Roy Bittan: Klavier, Hintergrundgesang
- Clarence Clemons: Saxophon, Percussion, Hintergrundgesang
- Danny Federici: Hammond-Orgel, Glockenspiel, Hintergrundgesang
- Garry Tallent: Bass
- Steven Van Zandt: Gitarre, Hintergrundgesang
- Max Weinberg: Schlagzeug